# Vernais
Vernais és un municipi francès, situat al departament de Cher i a la regió de Centre – Vall del Loira. L'any 2007 tenia 219 habitants.

## Demografia

### Població
El 2007 la població de fet de Vernais era de 219 persones. Hi havia 75 famílies, de les quals 12 eren unipersonals (4 homes vivint sols i 8 dones vivint soles), 39 parelles sense fills i 24 parelles amb fills.
La població ha evolucionat segons el següent gràfic:
Habitants censats

### Habitatges
El 2007 hi havia 112 habitatges, 78 eren l'habitatge principal de la família, 22 eren segones residències i 12 estaven desocupats. Tots els 109 habitatges eren cases. Dels 78 habitatges principals, 61 estaven ocupats pels seus propietaris, 14 estaven llogats i ocupats pels llogaters i 3 estaven cedits a títol gratuït; 3 tenien dues cambres, 13 en tenien tres, 27 en tenien quatre i 35 en tenien cinc o més. 42 habitatges disposaven pel capbaix d'una plaça de pàrquing. A 40 habitatges hi havia un automòbil i a 32 n'hi havia dos o més.

### Piràmide de població
La piràmide de població per edats i sexe el 2009 era:
| Homes | Edats   | Dones |
| ----- | ------- | ----- |
| 0     | 95 o +  | 0     |
| 0     | 90 a 94 | 0     |
| 0     | 85 a 89 | 4     |
| 8     | 80 a 84 | 0     |
| 4     | 75 a 79 | 4     |
| 4     | 70 a 74 | 4     |
| 0     | 65 a 69 | 0     |
| 12    | 60 a 64 | 4     |
| 8     | 55 a 59 | 8     |
| 8     | 50 a 54 | 4     |
| 8     | 45 a 49 | 12    |
| 8     | 40 a 44 | 4     |
| 8     | 35 a 39 | 4     |
| 8     | 30 a 34 | 16    |
| 4     | 25 a 29 | 4     |
| 4     | 20 a 24 | 4     |
| 4     | 15 a 19 | 8     |
| 4     | 10 a 14 | 0     |
| 0     | 5 a 9   | 8     |
| 16    | 0 a 4   | 16    |

## Economia
El 2007 la població en edat de treballar era de 141 persones, 91 eren actives i 50 eren inactives. De les 91 persones actives 80 estaven ocupades (41 homes i 39 dones) i 11 estaven aturades (8 homes i 3 dones). De les 50 persones inactives 16 estaven jubilades, 3 estaven estudiant i 31 estaven classificades com a «altres inactius».

### Ingressos
El 2009 a Vernais hi havia 79 unitats fiscals que integraven 192 persones, la mediana anual d'ingressos fiscals per persona era de 15.766 €.

### Activitats econòmiques
Dels 10 establiments que hi havia el 2007, 1 era d'una empresa extractiva, 1 d'una empresa de fabricació d'altres productes industrials, 1 d'una empresa de construcció, 3 d'empreses de comerç i reparació d'automòbils, 1 d'una empresa de serveis, 2 d'entitats de l'administració pública i 1 d'una empresa classificada com a «altres activitats de serveis».
L'únic servei als particulars que hi havia el 2009 era un paleta.
L'únic establiment comercial que hi havia el 2009 era una floristeria.
L'any 2000 a Vernais hi havia 18 explotacions agrícoles que ocupaven un total de 1.661 hectàrees.

## Poblacions més properes
El següent diagrama mostra les poblacions més properes.